# Hidroxicenomicrolita
La hidroxicenomicrolita és un mineral de la classe dels òxids que pertany al grup de la microlita. Va ser descrita com cesstibtantita l'any 1981, sent redefinida el 2010 revent el nom actual.

## Característiques
La hidroxicenomicrolita és un òxid de fórmula química (◻,Na,Sb3+)₂Ta₂O₆(OH). Es tracta d'una espècie aprovada per l'Associació Mineralògica Internacional, i publicada per primera vegada el 1981. Cristal·litza en el sistema isomètric.
Segons la classificació de Nickel-Strunz, la hidroxicenomicrolita pertany a «04.DH: Òxids amb proporció Metall:Oxigen = 1:2 i similars, amb cations grans (+- mida mitjana); plans que comparteixen costats d'octàedres» juntament amb els següents minerals: brannerita, ortobrannerita, thorutita, kassita, lucasita-(Ce), bariomicrolita, bariopiroclor, betafita, bismutomicrolita, calciobetafita, ceriopiroclor, cesstibtantita, jixianita, hidropiroclor, natrobistantita, plumbopiroclor, plumbomicrolita, plumbobetafita, estibiomicrolita, estronciopiroclor, estanomicrolita, estibiobetafita, uranpiroclor, itrobetafita, itropiroclor, fluornatromicrolita, bismutopiroclor, hidrokenoelsmoreïta, bismutostibiconita, oxiplumboromeïta, monimolita, cuproromeïta, stetefeldtita, estibiconita, rosiaïta, zirconolita, liandratita, petscheckita, ingersonita i pittongita.

## Formació i jaciments
Va ser descoberta al mont Vasin-Myl'k, situat a Voron'i Tundry, a l'óblast de Múrmansk (Rússia), on es troba associada a altres minerals com: tantalita, estibiotantalita, simpsonita, pol·lucita i altres minerals del grup de la microlita. També ha estat descrita a Austràlia, Argentina, el Canadà, Suècia, República Txeca i Madagascar.